# Zentraler Gefechtsstand 14

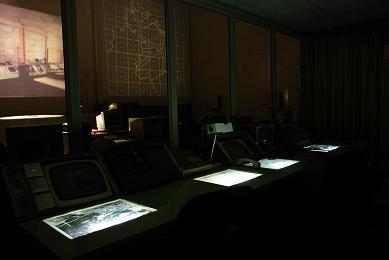
ZGS-14, Führungssaal (OPS) mit Luftlagedarstellung.

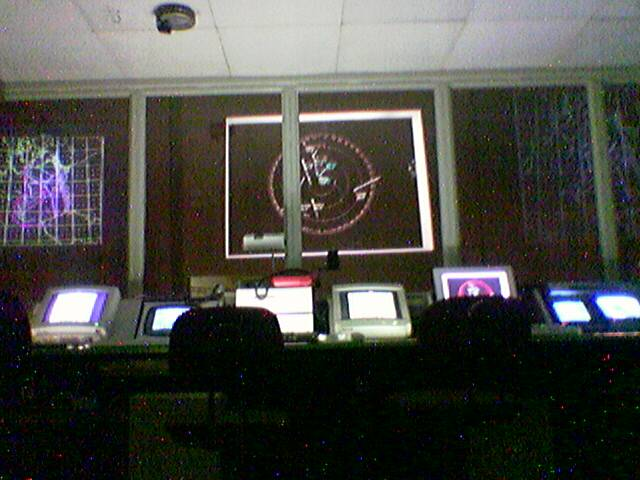
ZGS-14, Führungssaal (OPS), Sicht vom Arbeitsplatz des Master Controllers 1994.

Der Zentrale Gefechtsstand 14 (kurz ZGS-14, en: Central Component Headquarters 14) war der Hauptgefechtsstand oder Hauptgefechtsstand 1 des Kommandos LSK/LV der NVA-Luftstreitkräfte. Nach heutigen Maßstäben erfüllte der ZGS-14 nach Vollausbau Teilaufgaben einer Führungszentrale Nationale Luftverteidigung und verfügte über nationale Komponenten eines Combined Air Operations Centre.

## Gründung
Mit Gründung der Verwaltung Luftstreitkräfte (LSK) unter Generalmajor Zorn am 1. März 1956 und der Verwaltung Luftverteidigung (LV) unter Oberst Bauer als selbständige Führungsstäbe wurden in der Barnim-Kaserne in Strausberg (Eggersdorf), Gebäude U-02 (linker Eingang (⊙)), im Kellergeschoss, der Hauptgefechtsstand LV und im darüber liegenden Erdgeschoss der Hauptgefechtsstand LSK aufgestellt.
Mit der Zusammenführung beider Verwaltungen am 31. Mai 1957 und der Aufstellung des Kommandos LSK/LV wurden auch beide Hauptgefechtsstände zusammengeführt und bildeten nunmehr den Zentralen Gefechtsstand 14, wobei die Zahl 14 fortan für dem Kommando direkt unterstellte Truppenteile, Einheiten und Einrichtungen bis zur Führungsebene Regiment standen. Die Räumlichkeiten im Kellergeschoss des ehemaligen Hauptgefechtsstand LV wurden in der Folgezeit nur noch bei Übungen und Einsätzen oder im Tagesdienst, als Erweiterung durch die Kartenzeichner oder gelegentlich das Personal des Aufklärung- und Informations-Zentrums (AIZ), genutzt.

## Auftrag
Von hier aus erfolgten bis ca. 1965 durchgängig die zentrale Führung und der operationelle Einsatz der bodengebundenen Luftverteidigung und der fliegenden Waffensysteme der NVA-Luftstreitkräfte zur Sicherung des Luftraums der DDR im Zusammenwirken mit der Luftverteidigung der anderen NVA-Teilstreitkräfte und der GSSD. Zum erweiterten Auftrag 24 Stunden/ 365 Tage zählten auch Sicherungsmaßnahmen bei Großereignissen und Staatsbesuchen, aber auch die Koordination von Luftraum-Trainingsarias und Sonderflügen bis hin zu Luftraumsperrungen.
Die fernmeldetechnische Unterstützung erfolgte durch das im Jahr 1956 aufgestellte Nachrichtenbataillon 2, einen der Vorläuferverbände des Fernmeldetruppenteils Nachrichtenregiments 14 (NR-14) mit der zugehörigen Kommandofernmeldezentrale am Standort Eggersdorf.

## Leiter ZGS-14
| Dienstgrad, Name         | Dienstzeit  | Bemerkung                              |
| ------------------------ | ----------- | -------------------------------------- |
| N.N.                     | 1957 – 19.. |                                        |
| Oberst Cartsburg         | 19.. – 19.. | 1978 Verlegung nach Fürstenwalde       |
|                          |             |                                        |
| Oberst Siegfried Wünsche | 19.. – 19.. | später Stv. CS und Chef Operativ (A 3) |
|                          |             |                                        |
| Oberst Klaus Jedmin      | 19.. – 1990 |                                        |
|                          |             |                                        |
| N.N.                     | 1990 – 1994 | nunmehr Bundeswehr                     |

## Zeitweilige Nutzung des Bunkers Fuchsbau
Ab Mitte der 1960er Jahre begann der Ausbau der bereits vorhandenen Bunkeranlage Fuchsbau südlich von Fürstenwalde in den Rauenschen Bergen mit dem Ziel der Verlegung des ZGS-14.
Zunächst wurde zeitweilig, in der Regel zu Überprüfungen, Übungen und Einsätzen, der Altbau aus der Zeit des Nationalsozialismus, das sogenannte Teilobjekt 02 (TO-02), genutzt. Dazu verlegte das ZGS-14 Personal, das durch Führungspersonal des Kommandos LSK/LV verstärkt wurde, von Eggersdorf nach Fürstenwalde.
Bereits ab 1965 versah im Bunker Fuchsbau eine ständige Besatzung Tagesdienst und sicherte so die Aufnahmebereitschaft der verringerten, oder vollen, Gefechtsbesatzung aus Eggersdorf. Eine 24/365-Führung der NVA-Luftstreitkräfte war wegen eingeschränkter Platzverhältnisse nicht gegeben.
Die fernmeldetechnische Abstützung erfolgte über die "Sonder-Übertragungsstelle 2" der Deutschen Post in Fürstenwalde (ÜSt-2) und Teile des NR-14 vor Ort.

## Vollausbau und Übernahme der Führung
Mit dem Ziel der uneingeschränkten Übernahme der Führung der NVA-Luftstreitkräfte, wurde ab den 1970er Jahren mit der Sanierung der Altbausubstanz und der Erweiterung des Teilobjekts 02 (TO 02) begonnen.
In dieser Zeit wurde die Führung der Verbände, Truppenteile und Einheiten der Luftstreitkräfte der NVA lageabhängig und einsatzbedingt nicht nur über den ZGS-14 in Fürstenwalde in Betracht gezogen, sondern auch über die Rückwärtige Führungsstaffel (RFS) in Beeskow (Ranzig) oder der Hilfsführungsstelle 5 (⊙) (HFS-5) in Strausberg (Eggersdorf).
Die vollständige Indienststellung im Schichtbetrieb, 24 Stunden an 365 Tagen, durch die sogenannte Diensthabende Besatzung des nunmehr erweiterten und voll ausgebauten ZGS-14 (Tarnbezeichnung Objekt „FBZ Raduga“) in Fürstenwalde war 1978. Führung und Waffeneinsatz erfolgten im Rahmen des Warschauer Pakts über das sowjetische automatisierte Führungssystem „ALMAS“.
Zu Übungen, Einsätzen und Überprüfungen im Zusammenwirken mit den Koalitionspartnern wurde die Diensthabende Besatzung in Fürstenwalde durch Führungspersonal des Kommandos LSK/LV regelmäßig verstärkt.
Die täglichen Lagebesprechungen des Befehlshabers der NVA-Luftstreitkräfte mit seinen Stellvertretern, Chefs und Leitern fanden unverändert im Kommando LSK/LV, in der Hilfsführungsstelle, am Strausberg (Eggersdorf) statt. Von hier aus wurden auch besondere Luftlagen geführt und Sonderflüge koordiniert. Dazu gab es in der Hilfsführungsstelle eine ständige Besatzung, die durch Führungspersonal des Kommandos LSK/LV in Nebenfunktion innerhalb kürzester Zeit kompetent ergänzt werden konnte. Das betreffende Führungspersonal befand sich diesbezüglich in 24-Stunden-Bereitschaft.
In den Räumlichkeiten eines Anbaus am Gebäude U-2 des ehemaligen ZGS-14 am Standort Eggersdorf/Barnim-Kaserne wurde in den 1980er Jahren ein Operativ-Taktisches Ausbildungszentrum der LSK (OTAZ)  nach dem Vorbild des MfNV in Strausberg-Nord eingerichtet.

## Übernahme durch die Bundeswehr und Auflösung
Am 2. Oktober 1990, 24 Uhr beendete der Zentrale Gefechtsstand der LSK/LV seine Arbeit im Rahmen der Luftverteidigung des Warschauer Pakts. Die Führung der Luftraumaufklärung für das Hoheitsgebiet der DDR wurde eingestellt. Damit endete die Meldung der Luftlage an die sowjetischen Gefechtsstände Wünsdorf und Minsk sowie die Benachrichtigung an die Nachbarn in Prag und Warschau. Der Radarführungsdienst (heute Einsatzführungsdienst) der Luftwaffe der Bundeswehr nahm seine Arbeit mit der Meldung der Luftlage an das National Sector Operations Center (NSOC) in Erndtebrück (heute Einsatzführungsbereich 2) ab 3. Oktober um 0:01 Uhr auf. Dies geschah unter Nutzung des in den Funktechnischen Truppen der NVA entwickelten Führungs- und Waffeneinsatzsystems ARKONA.
Im Oktober 1990 wurde die Bunkeranlage, nunmehr als NSOC Fürstenwalde, durch die 5. Luftwaffendivision übernommen. Bis zur Auflösung dieses Großverbands wurde von hier aus der Luftraum über den neuen Bundesländern überwacht. Heute erfüllt diesen Auftrag der Einsatzführungsbereich 3.
Im Jahre 1994 erfolgte die endgültige Außerdienststellung und Übergabe an die Bundesvermögensverwaltung. 1995 wurde die Anlage verschlossen und erst 2005 wieder eröffnet.